# Krasnaïa Zvezda
Pour les articles homonymes, voir Étoile rouge.
Krasnaïa Zvezda (en russe : Кра́сная звезда́, littéralement « Étoile rouge ») est un quotidien des Forces armées de la fédération de Russie fondé le 1er janvier 1924. Sous le régime soviétique c'était le journal du ministère de la Défense de l'URSS, 12 650 des 17 141 exemplaires furent distribués gratuitement parmi les militaires. Le premier rédacteur du journal fut Vladimir Antonov-Ovseïenko, remplacé bientôt à ce poste par Andreï Boubnov.
Au printemps 1992, il est devenu le journal de l'armée russe et un outil de communication du ministère russe de la Défense. Il est imprimé à Moscou, Vladivostok, Ekaterinbourg, Kaliningrad, Mineralnye Vody, Novossibirsk, Khabarovsk, Saint-Pétersbourg, Sébastopol.

## Reporters et journalistes célèbres
- Mikhaïl Cholokhov
- Ilya Ehrenbourg
- Alexandre Golts
- Vassili Grossman a suivi les combats de 1942 à 1945. Ses carnets de guerre ont été traduits par Antony Beevor et Liouba Vinogradovka et publiés sous forme de morceaux choisis.
- Vassili Ilienkov
- Alexandre Krivitski (ru)
- Boris Levine
- Piotr Pavlenko
- Andreï Platonov
- Constantin Simonov
- Alekseï Sourkov
- Mikhaïl Svetlov
- Alexis Tolstoï
- Alexandre Tvardovski
- Vsevolod Vichnevski
- Vladimir Zazoubrine

## Distinctions
- le 27 décembre 1933 : ordre de l’Étoile rouge
- 1945 : ordre du Drapeau rouge
- 1965 : ordre de Lenine
- le 2 janvier 1974 : ordre de la révolution d'Octobre